# Branko Kincl
Branko Kincl (Zagreb, 3. travnja 1938.), hrvatski akademik.

## Životopis
Akademik Kincl pohađao je IV. gimnaziju u Zagrebu i diplomirao u Zagrebu 1964. godine. Radio je u Urbanističkome zavodu grada Zagreba, Urbanističkom institutu Hrvatske, a od 1977. predaje na Arhitektonskom fakultetu gdje od 2012. ima titulu profesora emeritusa. Od projekata ističe se suartorstvo na zgradi Doma zdravlja Centar u Zagrebu, rekonstrukcija Dinamovog stadiona i drugi. Od 2006. godine redoviti je član Hrvatske akademije znanosti i umjetnosti,2013. godine dobiva nagradu "Viktor Kovačić" za životno djelo, a 2016. godine nagradu Vladimir Nazor za životno djelo u području arhitekture i urbanizma.

## Vanjske poveznice
- Kincl, Branko Hrvatska tehnička enciklopedija, portal hrvatske tehničke baštine. LZMK